# NGC 5414
NGC 5414 ist eine irreguläre Radiogalaxie vom Hubble-Typ IBdm im Sternbild Bärenhüter und etwa 189 Millionen Lichtjahre von der Milchstraße entfernt.
Sie wurde am 25. April 1883 von Ernst Wilhelm Leberecht Tempel entdeckt.